# Stadio Marcel Picot
Lo stadio Marcel Picot (in francese Stade Marcel-Picot) è un impianto sportivo multifunzione francese che si trova a Tomblaine, nella Comunità urbana della Grande Nancy (Meurthe e Mosella).
Dopo aver ospitato l'Università della Lorena e l'FC Nancy, il Picot è attualmente la sede del club più recente della città: l'AS Nancy-Lorraine.
La sua capacità è di 20.087 posti a sedere.